# Coronita (Kalifornija)
Coronita je naseljeno područje za statističke svrhe u američkoj saveznoj državi Kalifornija. Prema popisu stanovništva iz 2010. u njemu je živjelo 2,608 stanovnika.